# Червона рута (песня)
«Черво́на ру́та» (укр. Червона рута) — эстрадная песня Владимира Ивасюка, написанная им в 1968 году. Исполнялась ВИА «Смеричка» под упр. Левко Дутковского, а позднее Софией Ротару в сопровождении ВИА «Червона рута» под упр. Анатолия Евдокименко, а также группой из Польши «No To Co».
Песня о парне, который предполагает, что девушка его «зачаровала» с помощью зелья, сделанного из мифического цветка карпатских поверий. «Червона рута» стала одной из самых знаменитых и узнаваемых украинских песен в мире. «Облетевшая весь мир и ставшая супер-хитом последних сорока лет», песня принесла первый успех не только её первым исполнителям, но и самому автору, стала лауреатом I Всесоюзного телевизионного фестиваля советской песни «Песня-71».

## История создания
Владимир Ивасюк написал песню в 1970 году, будучи студентом Черновицкого медицинского института. Ивасюк был вдохновлён творчеством Владимира Гнатюка, который в 1906 году издал сборник коломыек, где присутствуют такие строки:
Ой ходила, говорила гільтайова мати,

Назбирала троєзілля мене чарувати,

Назбирала троєзілля червону рутоньку,

Та й схотіла зчарувати мене, сиротоньку.
Премьера песни состоялась в программе «Камертон хорошего настроения», где прозвучала в авторском исполнении. Для записи был приглашён в студию ансамбль «Карпаты» под управлением Валерия Громцева. Подпевала Ивасюку молодая учительница музыки Елена Кузнецова.
13 сентября 1970 года в полдень с Театральной площади Черновицкая телестудия перед многотысячной толпой на всю Украинскую ССР транслировала «Червону руту» и «Водограй».
Путёвку в жизнь и раскрутку этим песням дал популярный вокально-инструментальный ансамбль «Смеричка» под управлением Левка Дутковского (солисты — Василий Зинкевич и Назарий Яремчук, звукорежиссёр — Василий Стрихович).

В исполнении солистов ВИА «Смеричка» «Червона рута» прошла в финал I Всесоюзного телевизионного фестиваля советской песни «Песня-71». На заключительном концерте фестиваля песня была исполнена Владимиром Ивасюком и солистами «Смерички» Василием Зинкевичем и Назарием Яремчуком в сопровождении Эстрадно-симфонического оркестра Всесоюзного радио и Центрального телевидения СССР под управлением Юрия Силантьева.
Песня определила первый успех певицы Софии Ротару и стала одной из её визитных карточек. В 1971 году студией «Укртелефильм» был снят короткометражный игровой телефильм «Червона рута», названный по заглавной песне. Главные роли в фильме сыграли Василь Зинкевич и София Ротару. В том же году мужем Ротару Анатолием Евдокименко при Черновицкой областной филармонии был создан ВИА «Червона рута», и София Ротару отправилась в свои первые гастроли по СССР в сопровождении ансамбля. В 1972 году фирма «Мелодия» выпустила первую сольную долгоиграющую пластинку Ротару, состоящую из тринадцати песен. Заглавной песней альбома стала «Червона рута».

## Известные исполнители
- Николай Гнатюк
- Владимир Ивасюк и Е. Кузнецова ВИА Карпаты[5]
- ВИА «Смеричка»[6]
- София Ротару[7]
- Назарий Яремчук[8]
- Василий Зинкевич[9]
- Василий Зинкевич и София Ротару[10]
- Ярослав Евдокимов[11]
- Богдан Косопуд[12]
- Вахтанг Кикабидзе[13]
- Олег Ухналёв
- Этери Челидзе
- Богдан Титомир[14] в «Старых песнях о главном»
- София Ротару исполнила песню с группой Танок на Майдані Конго на фестивале в рэп-аранжировке[15]
- Ани Лорак[16]
- Таисия Повалий[17]
- Тарас Чубай[18]
- Семён Канада (запись 2012 года)
- ВИА Самоцветы[19]
- Захар Май[20]
- ВИА «No-To-Co» Польша
- Бьянка[21]
- Украинские ультрас[22]
- Виктор Павлик, Евгения Власова, Юрко Юрченко[укр.], ЛёмиЛём и ведущая программы «Теріторія А» Анжелика Рудницька[23]
- Golem[24]
- Марина Девятова[25]
- Хор Турецкого[26]
- Тото Кутуньо[27]
- Анна Седокова[28]
- Chervona Ruta in English[29]